# NGC 2987
NGC 2987 je galaksija u zviježđu Sekstantu.

## Vanjske poveznice
- SEDS: NGC 2987